# Parc de la Devesa
El Parc de la Devesa de Girona, és el parc urbà més gran de Catalunya, està situat entre el Ter, l'Onyar i el Güell, a l'oest del nucli històric de la ciutat de Girona. És una obra declarada bé cultural d'interès nacional.
Té una extensió de 40 ha, de les quals nou són de passeigs ombrejats. El parc té més de 2.500 plàtans, híbrids de les espècies oriental i occidental, que en la seva majoria van ser plantats pels voltants de 1850 i tenen, per tant, uns 170 anys. Els plàtans de la Devesa col·locats a molt poca distància els uns dels altres, s'han vist obligats a créixer més en llargada que en amplada i això els ha fet assolir abans d'hora alçàries pròpies del seu zenit vital. Molts d'ells tenen l'altura excepcional de 60 m. En una de les cantonades del parc trobem els jardinets de la Devesa, un espai cercat per un rierol on hi ha diferents espècies vegetals.

El 1980, l'escriptor Narcís-Jordi Aragó (1932-2016) va publicar La Devesa, paradís perdut, fins ara l'única monografia dedicada a aquest espai.
| « | Per a qualsevol gironí, la Devesa és el grandiós escenari d'una vida. Un món complex, inquietant, i un tema que afecta tothom, perquè el parc –encara que no ho sembli– és de tots.» | » |

## El nom
S'ha utilitzat com a nom propi del parc un nom comú. La paraula devesa significa una extensió de terra, coberta de vegetació natural, destinada al pasturatge i a l'aprofitament de la llenya. I, en realitat, en els seus inicis aquestes eren algunes de les utilitats de la Devesa. Va ser més endavant que s'utilitzà com a passeig.
La primera vegada que apareix en els documents el nom de Devesa és l'any 1767. Simultàniament a aquest nom també s'havien utilitzat els de paseo arbolado i alameda. Molt abans s'havia anomenat aquests terrenys aigualeixos. En el moment en què la Devesa ja és utilitzada com a passeig, també se l'anomena així, «el passeig».

## Descripció

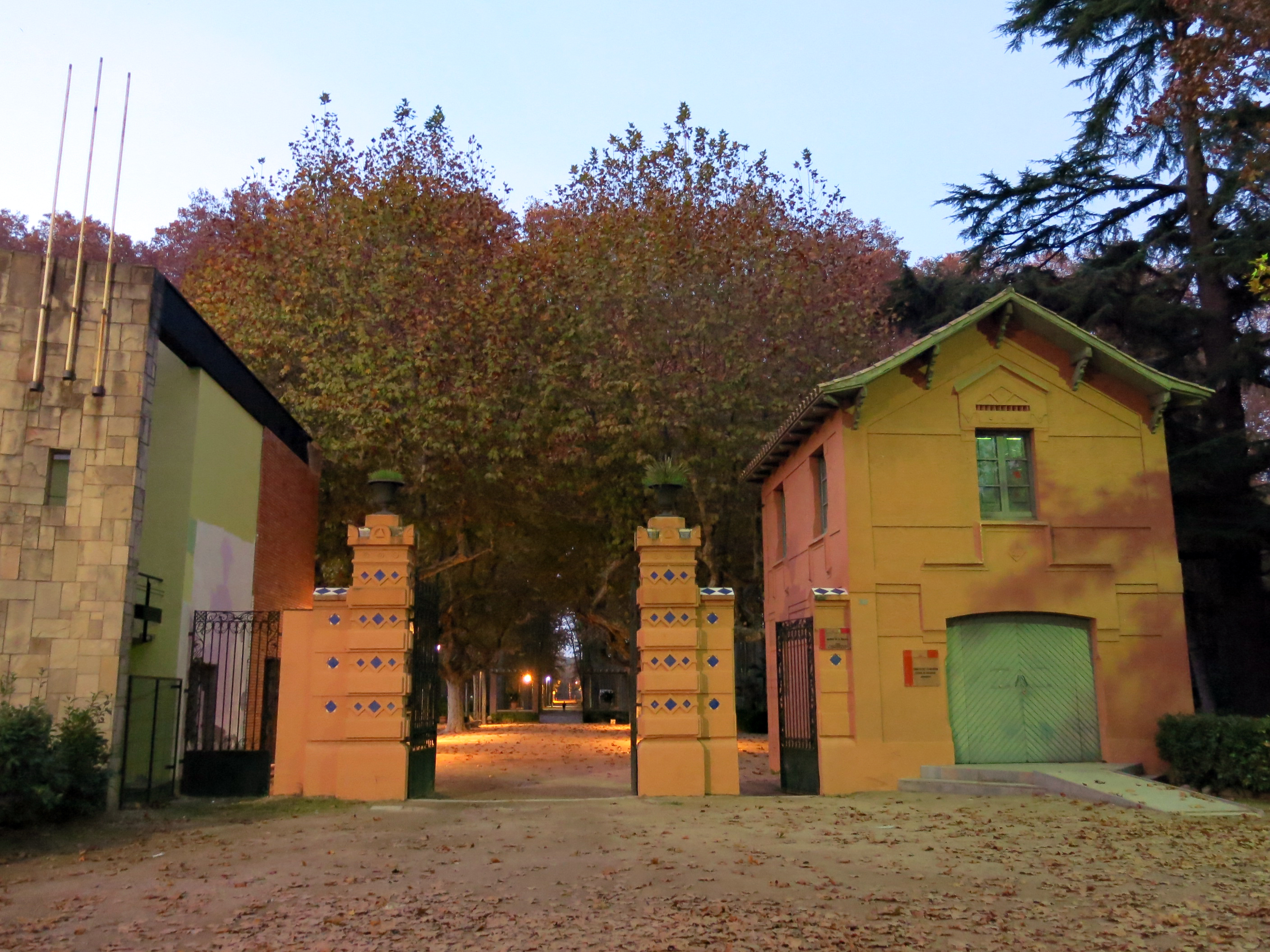
Entrada sud als Jardins Francesos

El parc de la Devesa és situat a la zona nord-oest de la ciutat, entre els rius Güell, Onyar i Ter. Té una extensió de prop de quaranta hectàrees i és format per una arbreda de plàtans, ordenadament disposats, a l'interior del qual es troben grans espais lliures: els jardins francesos (o del Roserar), el passeig central, i l'antic camp de Mart. Les primeres notícies de la Devesa daten del segle xv, quan Alfons V feu donació a la ciutat d'uns terrenys sorrencs a la vora del Ter. A finals del segle xviii Francisco de Zamora ja parla d'un passeig arbrat, però no és fins a la guerra del Francès que el parc comença a configurar-se definitivament. Així, després d'una important tala, el 1811 s'inicia la plantació de 300 pollancres i el 1815 s'arranja l'actual passeig central. Posteriorment, el 1850, es fa una segona plantació important de plàtans, i s'amplien també els jardins francesos. El 1898 resta definit el seu perímetre actual. En aquell mateix any es basteix la porta d'accés, obra de Martí Sureda, enderrocada parcialment el 1963.
A partir de la guerra civil, el parc s'anà deteriorant a causa de la introducció d'elements arquitectònics que li eren estranys, de la privatització d'alguns sectors, i sobretot de la proximitat dels dos accessos principals a la carretera N-II, que l'han desvinculat de la ciutat. L'edat dels arbres i la desviació del riu Güell ha repercutit negativament també sobre la Devesa, que un seguit d'estudis i propostes recents intenten de recuperar.

### Plataforma-templet
Plataforma per a concerts de gust romàntic, situada sobre el canal d'aigua que limita i recorre el perímetre dels jardins tancats i enllaça directament amb el passeig central de la Devesa. Presenta un paviment de lloses de pedra de Girona i un muret perimetral del mateix material. A les cantonades, i emmarcant l'accés, hi ha boles de pedra damunt un basament de pedra.

### Portal d'accés

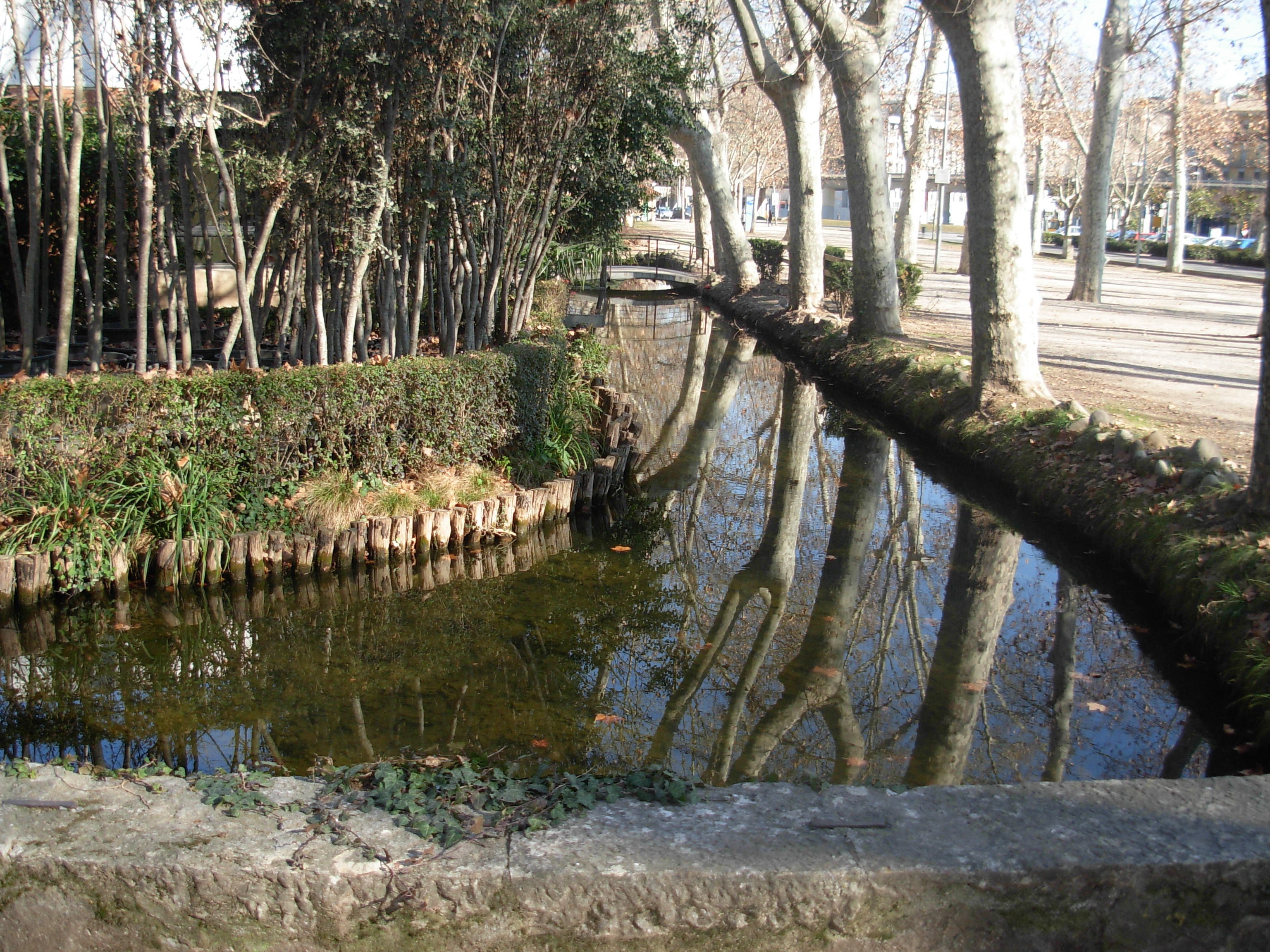
La riera que envolta els Jardinets.

Inicialment el conjunt era format per dos pavellons laterals iguals, de planta rectangular i les portes d'accés als jardins situades al centre, seguint una estructura simètrica. Actualment només es conserva un dels pavellons. L'exterior presenta parets arrebossades, amb diferents refosos i ornamentacions del mateix material d'acabat. La coberta és feta amb embigats de fusta i teula àrab. Les pilastres de la porta central presenten ornamentacions de majòlica de color blau.

### Restaurant Rosaleda
L'ajuntament realitzà un concurs al qual s'hi presentaren diferents equips d'arquitectes, per la construcció d'un edifici de serveis a la Devesa, que inicialment també preveia la inclusió d'un galerista d'exposicions. En resultà guanyador l'equip encapçalat per Joaquim Masramon, en col·laboració amb els arquitectes Negre, Masgrau i d'altres. Posteriorment l'ajuntament realitzà mitjançant el seu arquitecte municipal, el projecte definitiu que utilitzarà en bona part la idea del projecte guanyador del concurs. Estava previst el seu enderrocament, però l'edifici encara es conserva i va ser l'Oficina Municipal d'Escolarització. El 2018 és l'Associació de Veïns i Veïnes del Barri de la Devesa-Güell hi tenen el seu local.
Construït a principis dels anys 1960 per Joan Gordillo Nieto, és un edifici de planta rectangular que presenta un cos més alt situat al costat del portal d'accés als jardins. Aquest presenta un mur que amaga l'escala exterior que accedeix a una terrassa superior, a la coberta de l'edifici. Aquesta és plana amb un paviment flotant. L'estructura és parcialment feta amb columnes i jàsseres de formigó. És un bon exponent de l'arquitectura dels anys 50 a casa nostra, amb influències de l'arquitectura de l'època, d'autors com Aalto, Utzon, etc.

### Els Jardins Francesos

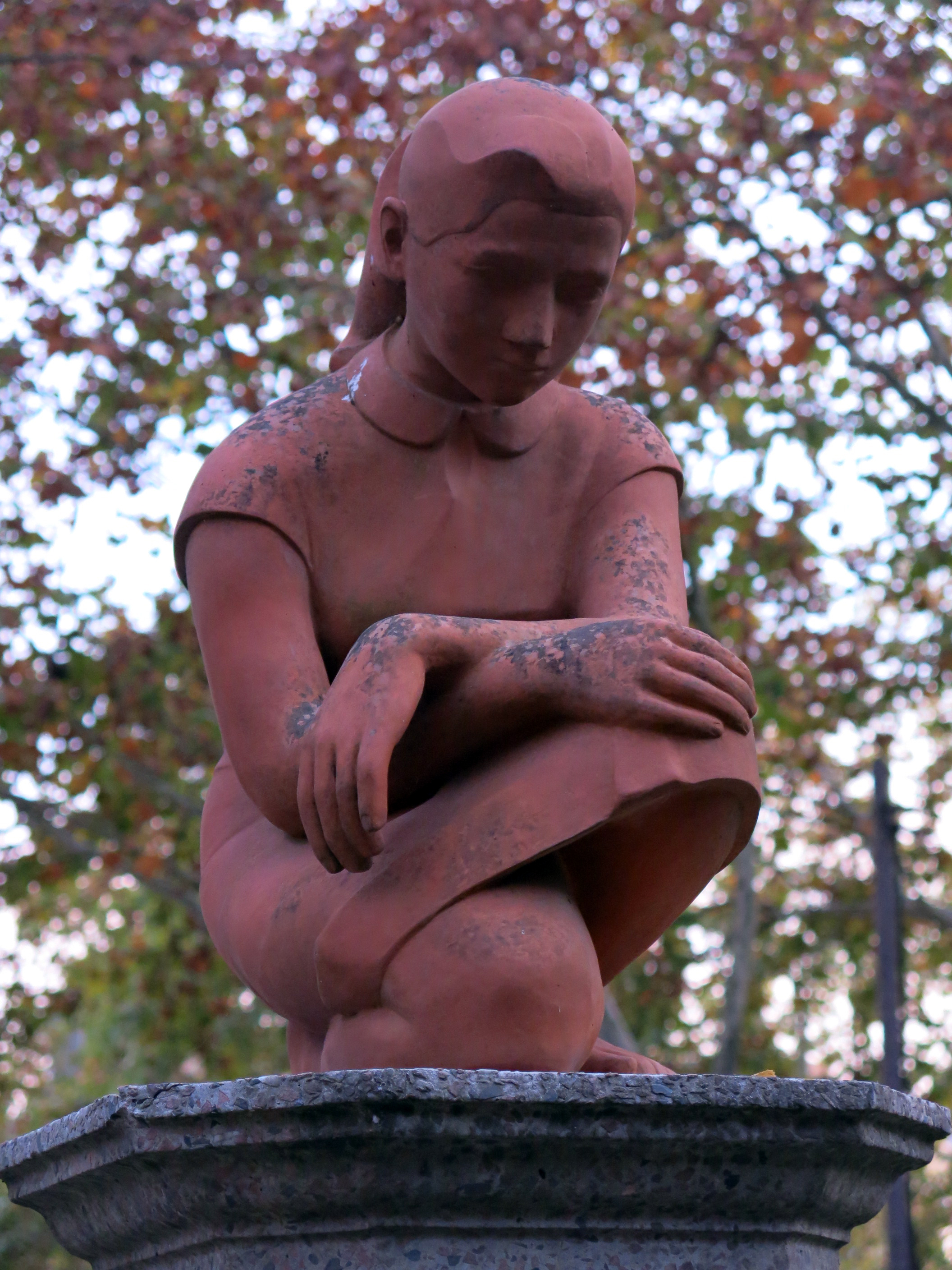
Escultura Noia de Jordi Dalmau als Jardins Francesos

Hi havia un primitiu jardí que va anar fent la viu-viu fins a la reforma general de la Devesa de l'any 1859. Inicialment el jardí ocupava només l'espai que va des de la carretera N-II fins al lloc on ara hi ha la porta d'entrada. Pels voltants de 1890 es va crear la segona part del jardí en una zona que era abandonada. Els dos jardins, vell i nou, passarien a ser finalment un sol jardí, amb la construcció de les portes d'entrada actuals i incorporant el tros de passeig que hi havia entre els dos. Els arbres es varen podar en forma de paraigües. L'any 1882 ja existien, en parla l'enginyer Primitiu Artigues en una visita que hi realitzà. Cap al 1820 el jardí devia ser una primera i tímida realitat; va quedar malmès durant la riada de 1827. Després hi hagué la reforma general.
Els jardins són situats a la banda sud-est del Parc de la Devesa. Formen part d'un recinte tancat al qual s'hi accedeix des del passeig central per la banda sud i per la plaça de les Botxes des de la banda nord. L'eix que uneix les dues parts i les dues portes d'accés a l'interior del recinte és format per un passeig arbrat amb plàtans esporgats en forma de paraigua. Els jardins es desenvolupen a cada banda del passeig i es troben encerclats per nu rec d'aigua. El jardí situat a la banda de ponent té un caire francès amb parterres plens de flors, arbustos que delimiten els camins, un brollador d'estil romàntic presidint l'espai central. Entre els arbres hi ha un castanyer d'índies de dimensions considerables, acàcies, etc. La part del jardí de llevant és més informal i amb menor vegetació. Hi ha jocs i animals.

### Pavelló d'informació

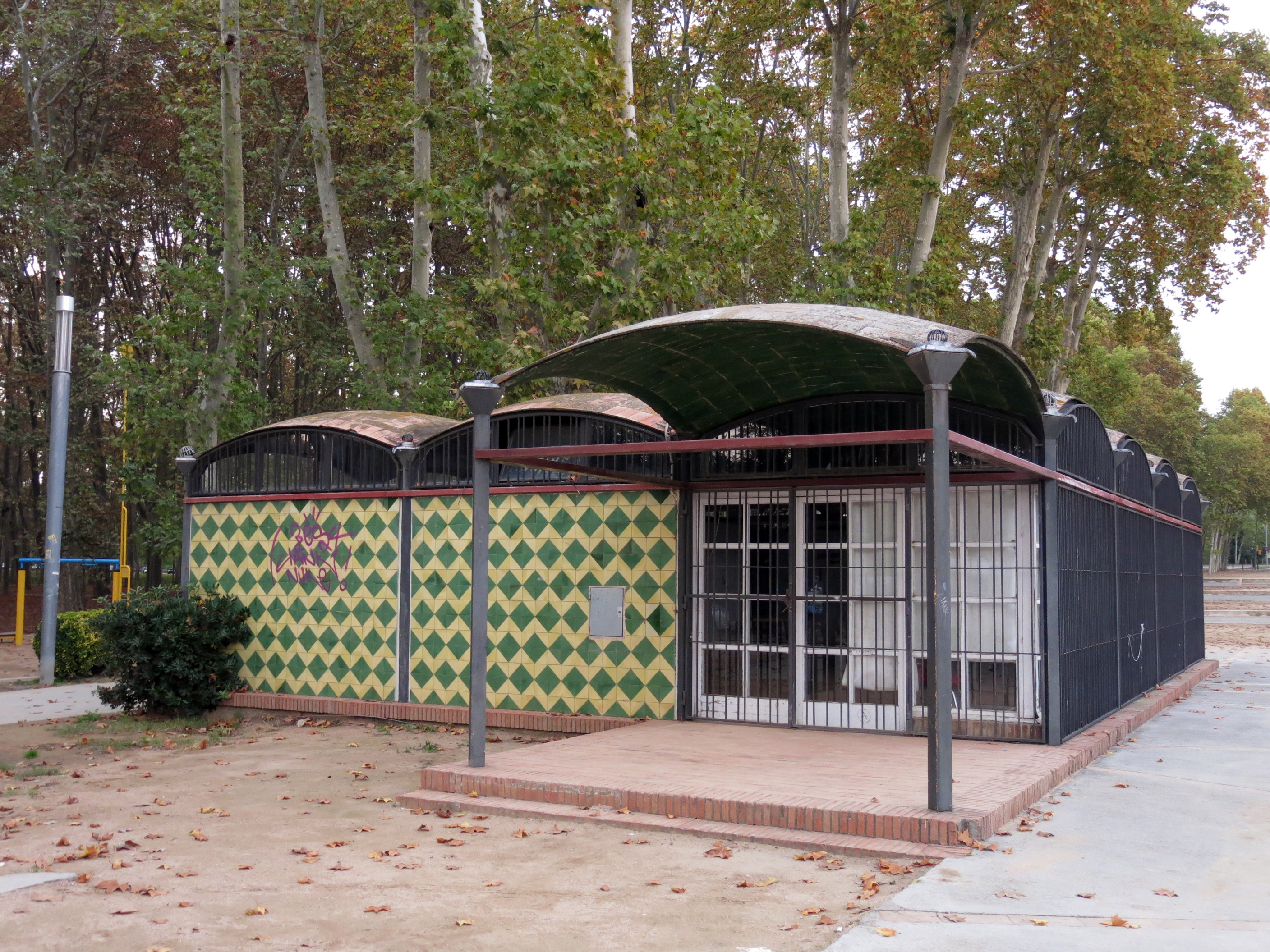
Pavelló d'informació

Construït el 1964, obra d'en Joan Bosch i Agustí, és un edifici de planta lliure de forma rectangular formada per una malla regular de pilars metàl·lics. Són 12 mòduls amb coberta de volta de pla de 4 punts. L'accés es produeix a través d'un porxo idèntic als mòduls esmentats i situat en un extrem. L'exterior se'ns presenta en una part massissa de rajoles ceràmiques i més propera a la Devesa, i d'altre més transparent pel costat de la carretera. Degut a la llibertat de la planta, permet que un dels arbres de la Devesa entri a formar part de la planta.

### Monument a Fidel Aguilar
Monument format per un basament de pedra de Girona amb elements verticals també de pedra. Sobre el conjunt descansa una figura femenina en bronze d'un metre d'alçada. La figura és una còpia lliure de l'obra de Fidel Aguilar Noia de la trena. El conjunt es completa amb elements vegetals que equilibren el conjunt. Fou inaugurat el 20 de juny de 1930; va ser erigit per iniciativa de l'entitat Amics de les Arts de Girona i costejat per subscripció popular. En el monument hi figura la següent inscripció «Fidel Aguilar. 1895-1917».

## Història

### Origen
La Devesa, situada en la confluència del Ter, l'Onyar i el Güell, era originàriament una zona de terrenys sorrencs formats per la sedimentació dels materials transportats per aquests rius. Aquest espai era sovint inundat per les aigües, principalment les del Ter, que, quan hi havia fortes crescudes, també ocupaven la ciutat.
La Devesa i la resta de terrenys de les vores del Ter al seu pas per Girona es van donar a la ciutat en tres etapes. El 1423, la reina Maria en cedí una part; l'any següent, el seu marit, Alfons el Magnànim, va fer una segona donació, i finalment el 1510, el rei Ferran el Catòlic va transferir definitivament tots els terrenys que encara pertanyien a la reialesa.
La finalitat era que la ciutat pogués utilitzar-los com a defensa de les avingudes del riu i com a font d'ingressos per compensar els danys que els aiguats provocaven. La vegetació que espontàniament hi creixia podia servir de barrera natural contra les inundacions. Però, per obtenir-ne algun profit, s'hi van anar realitzant diverses actuacions.

### Seglesxviiiixix
Com a principal activitat econòmica cal destacar les plantacions d'arbres, normalment pollancres i àlbers, a les quals seguien les corresponents tales per obtenir diners amb la venda de la fusta. L'any 1794 es produeix la primera tala per preparar defenses militars. Ja fos pel primer o pel segon motiu, durant el segle xviii i principis del XIX les plantacions i les tales van ser molt freqüents. Hi ha constància, però, que al segle xviii ja es feia referència a la Devesa com a passeig. Aquesta utilitat recreativa era compartida amb les altre estrictament econòmiques.
La Devesa estava també ocupada per horts. el fet que sovint fossin destruïts pels aiguats va fer que el 1837 se substituís aquesta activitat per la del pasturatge, que va durar fins al 1865. A partir d'aquest moment es pot dir que la Devesa s'orientà definitivament com a passeig.
El 1859 l'arquitecte municipal Martí Sureda i Deulovol, per iniciativa del batlle Marià Hernández, va dissenyar l'ordenament actual de la Devesa i es van plantar els primers plàtans. El projecte es va acabar al final del segle xix. Llavors la Devesa va obtenir l'estructura i les dimensions actuals.
Per tant, es desmenteix la creença popular que la Devesa, tal com és ara, fos obra dels francesos. La Devesa va quedar molt malmesa després dels setges napoleònics, i els francesos, durant els anys que van ocupar la ciutat (1810-1814), la van replantar i van tenir cura de la seva conservació. Se'ls atribueix el fet que es van començar a plantar arbres basant-se en plans d'urbanització sobre cartografia actualitzada, però no que la Devesa que van reconstruir fos la base de l'actual, ni que fossin els primers a utilitzar-la com a passeig.
Durant el primer terç d'aquest segle arribà al seu punt de màxima bellesa i utilització social. Esdevingué un lloc de convivència, de passeig i esbarjo per a nens, joves i grans. Els actes festius, les parades i les desfilades militars, les competicions gimnàstiques, etc. se celebraven al parc. Eren moments en què la Devesa formava part plenament de la vida de la ciutat.
Tanmateix, en aquest moment, començaren també les cessions a tot tipus d'utilitzacions del parc, parcel·lació per a ús particular i construcció d'edificacions. Es convertí en el recurs immediat davant les necessitats del sòl i equipaments per a la ciutat. Tot això portà un canvi de la seva fesomia.

### Segle XX
Pels volts de 1940 encara eren freqüents les passejades, però uns anys més tard es feu palès l'allunyament dels ciutadans. Aquest distanciament s'ha relacionat amb moltes causes, la majoria atribuïdes al fet que la Devesa quedava apartada de la ciutat.
Els elements que separaven Girona i la Devesa eren evidents: barreres naturals, com el riu Güell, i també artificials, com el tren i la carretera.
Durant prop d'un segle, per arribar-hi calia passar pel forat del terraplè del tren, creuar un pont per travessar el riu Güell i trobar-se finalment a l'entrada del passeig. El 1973 es va aixecar la via del tren i, uns anys abans, ja s'havia desviat el Güell cap al seu curs actual. Uns obstacles desapareixien, però se'n construïen de nous, com la carretera N-II.
És evident, però, que també hi havia barreres durant les èpoques d'assiduïtat a la Devesa. Les raons, doncs, havien de ser unes altres. Als anys seixanta es va relacionar aquest abandonament amb el "boom" del vehicle utilitari que començava a transformar la vida social gironina i a canviar els seus costums. Va ser una època d'abandó de la Devesa, la gent no hi anava, l'ajuntament no se'n preocupava, els arbres estaven malalts.
A mitjan anys setanta s'inicià un moviment social a favor de la Devesa. El 1975 es va fer un primer estudi sobre el problema sanitari de l'arbreda elaborat per Narcís Motjé a instàncies dels col·legis professionals de Girona. El 1976 va tenir lloc la campanya «Salvem la Devesa», organitzada per Enric Ansesa i l'Assemblea Democràtica d'Artistes de Girona amb el patrocini dels col·legis professionals de la província.
És amb l'inici dels ajuntaments democràtics que començà una voluntat ferma de recuperar la Devesa, tant pel que fa a l'estat sanitari dels arbres com a l'ús social i a la seva adequació a les necessitats ciutadanes. Actualment, malgrat la carretera, el creixement urbanístic dels darrers anys ha desterrat l'antiga sensació de llunyania i ha contribuït a la seva integració a la ciutat.
Es té cura dels arbres, amb un seguiment i control detallats, i s'hi potencien activitats diverses, com les Fires i Festes de Sant Narcís, les Festes de Primavera, les exposicions i mostres a la Fira de Girona, el mercat setmanal del dissabte i les «carpes», o bars de nit, a l'estiu, i també s'han recuperat i reconvertit algunes instal·lacions com la zona esportiva municipal o la caseta d'entrada als jardins, el Centre d'Educació Ambiental i Recursos Educatius de la Ciutat que promou l'elaboració d'itineraris i dona tota mena d'informació sobre la Devesa. Dins els jardins de la Devesa també s'hi acull l'institut de Medi Ambient.

### Debat actual i propostes de futur

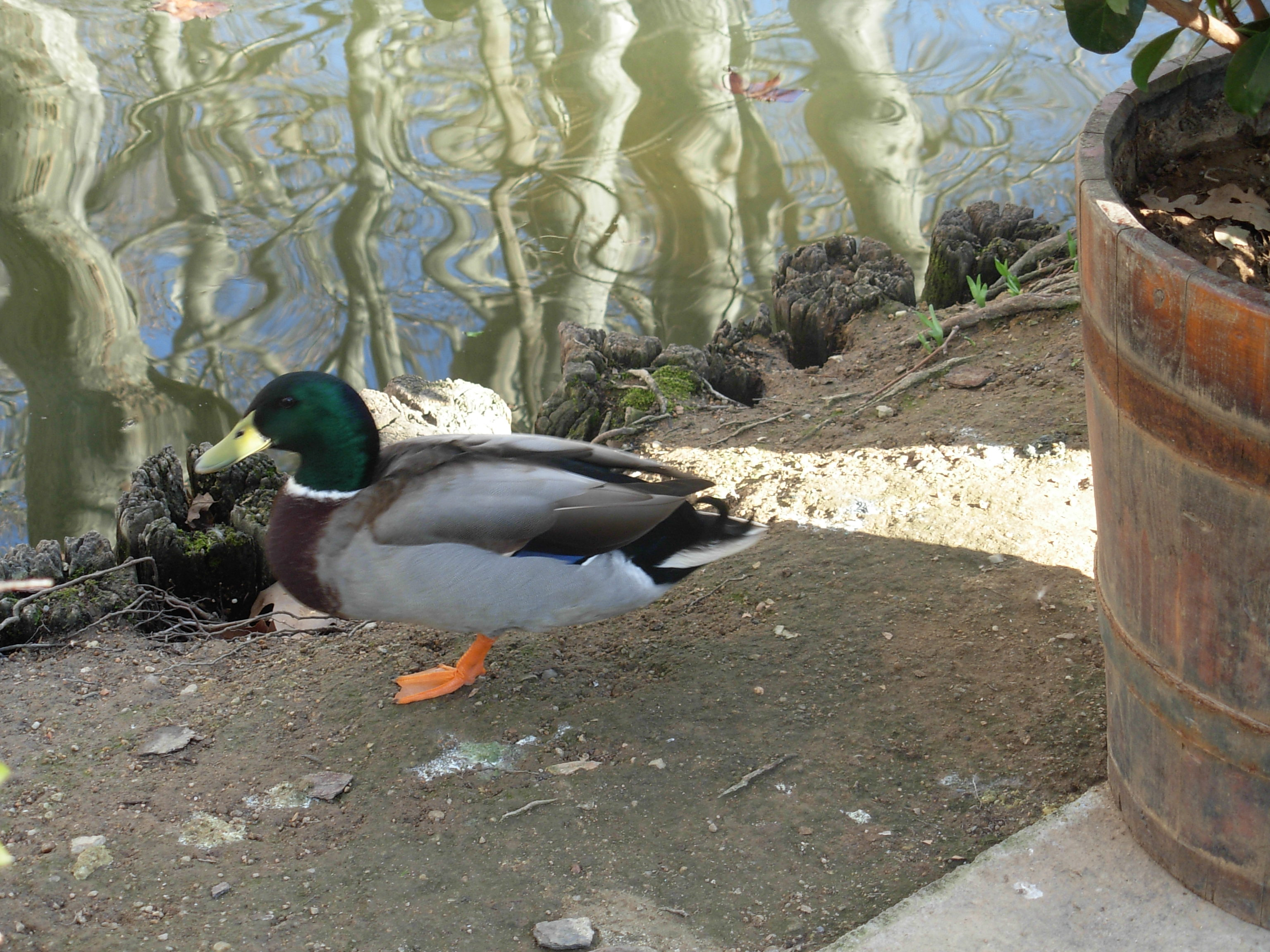
Els ànecs són una de les espècies més habituals del parc

El debat sobre la Devesa torna a estar d'actualitat. Una nova campanya «Salvem la Devesa!» s'ha rellançat gràcies a l'Associació de Veïns del barri Devesa-Güell, que s'ha oposat frontalment al projecte del pavelló i ha encetat el debat sobre els usos del parc.
L'ajuntament de Girona va planejar la construcció d'un pavelló poliesportiu al centre del parc. Això va indignar veïns i naturalistes que s'hi oposen rotundament. De tota manera, els opositors tampoc estan d'acord entre ells. L'Associació de Veïns Devesa-Güell reclama que no s'edifiqui més al parc, que es mantingui en millors condicions que fins ara, i que l'edifici que actualment ocupa la Fira de Girona es converteixi en un centre cívic que disposi de sales d'exposicions i reunions i d'una biblioteca de barri. El 25 de gener de 2008 va tenir lloc a la Farinera una taula rodona organitzada per la CUP que va servir per aclarir posicions entre les diverses parts. L'ajuntament, però, manté la voluntat de construir un pavelló mentre que els opositors demanen que s'enceti un procés participatiu en què siguin els gironins qui decideixin el futur de la Devesa.